# Gelbsteißpitpit
Der Gelbsteißpitpit (Dacnis egregia) ist eine Vogelart aus der Familie der Tangaren (Thraupidae), die in Kolumbien und Ecuador verbreitet ist. Der Bestand wird von der IUCN als nicht gefährdet (Least Concern) eingeschätzt.

## Merkmale

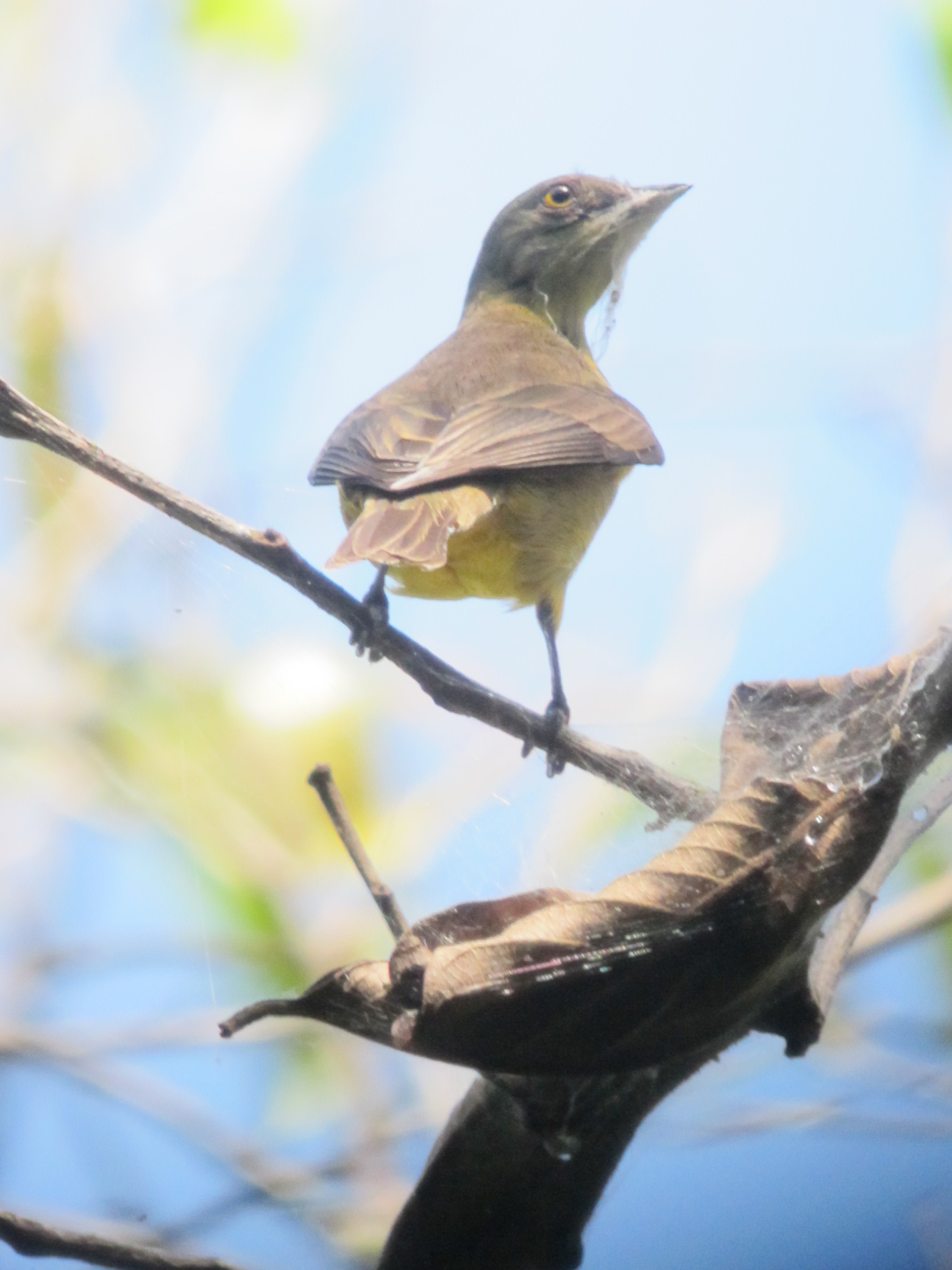
Gelbsteißpitpit ♀

Der Gelbsteißpitpit erreicht eine Körperlänge von etwa 10,0 cm bis 11,5 cm bei einem Gewicht von ca. 9,5 bis 13,0 g. Er hat einen dünnen spitz zulaufenden schwarzen Schnabel, die Iris ist gelb und die Beine sind schwärzlich. Der Oberkopf des Männchens ist türkisfarben. Er hat eine auffällige breite schwarze Maske, die sich vom vorderen Oberkopf und den Zügel über das Auge bis zum Hinterkopf, Nacken und Rücken erstreckt. Der untere Rand der Schultern, der Bürzel und die Oberschwanzdecken sowie die Kehle, die Brust und die Flanken sind türkisfarben mit grünlicher Tönung. Die Brust weist zusätzlich gelbe Büschel auf. Der Schwanz und die Flügel sind schwarz, mit türkisfarbenen Säumen an den Schirmfedern und den innersten Unterarmschwingen. Auf den Flügeldecken befindet sich ein gelbes Band. Ab der Mitte der unteren Brust über den Bauch ist er hellgelb, die Unterflügeldecken sind gelb. Das Weibchen ist einheitlich gräulich olivbraun an der Oberseite, etwas dunkler an den Flugfedern und dem Schwanz. Die Kehle ist blass gräulich, die Brust blass braun bis blass olivbraun, was am Mittelbauch und den Unterschwanzdecken in blasses weiß oder weißlich übergeht. Die Unterseite hat eine gelbliche Tönung. Die Unterflügeldecken sind gelb. Die halbwüchsigen Exemplare beider Geschlechter ähneln im Aussehen dem Weibchen.

## Lautäußerungen
Der wenig bekannte Ruf des Gelbsteißpitpits ähnelt dem des Maskenpitpits und ist sehr selten zu hören. Er besteht aus einer längeren Reihe von summenden Tönen, sowohl abgestimmten als auch klaren, hohen Rufen und aus vagem Getriller gepfiffener Töne, gemischt mit lauten, abwärts gerichteten Fiep-Tönen und typischeren Tsrrip-Lauten. Alle gemeinsam ergeben kein erkennbares Muster und werden durcheinander von sich gegeben. Die Tonhöhe ist extrem variabel, wobei die tiefsten Töne um 3 kHz und die höchsten bis zu 11 kHz liegen. Tendenziell ist es eine kontinuierliche Serie, die sich über zwei Minuten oder mehr erstrecken kann. Der am häufigsten zu hörende Ruf ist ein kurzer, ca. 15 Sekunden dauernder, hoher, feiner Tsrrip-Ton. Es gibt eine gewisse Variation in der Tonalisierung, wobei hohe und tiefe, gleichmäßig gestimmte Töne und sogar gelegentlich gedoppelte Varianten aufgezeichnet wurden. Allerdings scheinen die gleichmäßig gestimmten Töne zu dominieren. Die Tonhöhe variiert ebenfalls von einem Tiefstwert von etwa 8 kHz bis zu einem Höchstwert von etwa 10 kHz. Ist der Gesang erst erlernt, so ist dieser unverkennbar. Es wurde von einem sehr hohen, kurzen, abwärts gerichteten Tsip-Ton berichtet, dessen Funktion nicht bekannt ist. Weitere Stimmanalysen sollten erfolgen, auch um den Artstatus zu bekräftigen. Bettelrufe älterer Jungtiere werden als leiser, rauer, lebhafter Tschrip-Ton von etwa 0,15 Sekunden Länge beschrieben, der mit Nachdruck vorgetragen wird.

## Fortpflanzung
Die Brutbiologie des Gelbsteißpitpits scheint bisher nicht erforscht zu sein. Bisher wurden Vögel nur im Mai und September im Süden der Bolivar und im Dezember im Departamento de Santander in Brutstimmung beobachtet.

## Verhalten und Ernährung
Der Gelbsteißpitpit ernährt sich vorwiegend von Gliederfüßern und kleinen Früchten.  Meist wird er an Früchten von Miconia und Bäumen mit kleineren Früchten beobachtet.

## Verbreitung und Lebensraum

Verbreitungsgebiet des Gelbsteißpitpits

Der Gelbsteißpitpit bevorzugt zerklüfteten Wald und Bergwald, Plantagen, Sekundärvegetation und verstreute Bäume in Gärten und überwucherten Lichtungen. D. l. egregia kommt im westlichen Kolumbien hauptsächlich vom Departamento de Córdoba bis ins Departamento del Huila vor. D. l. aequatorialis ist vom Norden der Provinz Esmeraldas südlich bis in die Provinz El Oro sowie im extremen Südwesten des Departamento de Nariño zu finden.

## Unterarten
Es sind zwei Unterarten bekannt.
- Dacnis egregia egregia Sclater, PL, 1855[3] kommt im nördlichen zentralen Kolumbien vor.
- Dacnis egregia aequatorialis von Berlepsch & Taczanowski, 1884[4] ist ganz im Südwesten Kolumbiens und im Westen Ecuadors verbreitet. Das Gefieder des Männchens wirkt türkisgrüner, mit weniger blau als bei der Nominatform. Das Weibchen unterscheidet sich durch einen etwas kontrastreicheren grauen Kopf im Vergleich zum Rest der Oberseite.[1]

Das South American Classification Committee sieht in beiden Unterarten weitere Unterarten des Maskenpitpits (Dacnis lineata), schließt aber eine zukünftige Abspaltung der Art nicht aus.

## Etymologie und Forschungsgeschichte
Die Erstbeschreibung des Gelbsteißpitpits erfolgte 1855 durch Philip Lutley Sclater unter dem wissenschaftlichen Namen Dacnis egregia. Das  Typusexemplar stammte aus der Republik Neugranada. 1816 führte Georges Cuvier die neue Gattung Dacnis für die Pit-Pits von Georges-Louis Leclerc de Buffon ein. Dieses Wort leitet sich vom griechischen »daknis δακνις« für einen nicht identifizierten Vogel aus Ägypten ab, den Hesychios von Alexandria und Sextus Pompeius Festus erwähnten. Der Artname egregia stammt vom lateinischen egregius ab und bedeutet bewundernswert, außergewöhnlich, ausgezeichnet. Aequatorialis bezieht sich auf das Land Ecuador, in dem das Typusexemplar von Jan Sztolcman bei San José de Chimbo gesammelt wurde.